# 端間站
端間站（日语：／ Hatama eki */?）是位於福岡縣小郡市福童，西日本鐵道（西鐵）的天神大牟田線車站。車站編號為T23。

## 歷史
- 1924年（大正13年）4月12日 - 車站啟用。
- 1969年（昭和44年） - 翻新車站大樓。
- 1999年（平成11年） - 翻新車站大樓，加設自動閘機（日语：自動改札機）。
- 2008年（平成20年）5月18日 - 此站開始可以使用IC卡nimoca。
- 2017年（平成29年）2月1日 - 此站引入車站編號[1]。

## 車站構造
車站是一座地面車站，設有2面2線的相對式月台。月台建設微彎上。

### 月台
| 月台 | 路線          | 上下行 | 方向                     | 備註 |
| ---- | ------------- | ------ | ------------------------ | ---- |
| 1    | ■天神大牟田線 | 下行   | 久留米、柳川、大牟田方向 |      |
| 2    | ■天神大牟田線 | 上行   | 二日市、福岡（天神）方向 |      |

## 使用狀況
在2019年度，1日平均上下車人次為1,735人。
以下為各年度1日平均上下車人次列表。
| 年度   | 1日平均 上下車人次 |
| ------ | ------------------ |
| 2000年 | 2,391              |
| 2001年 | 2,223              |
| 2002年 | 2,115              |
| 2003年 | 2,089              |
| 2004年 | 2,056              |
| 2005年 | 1,989              |
| 2006年 | 1,948              |
| 2007年 | 1,876              |
| 2008年 | 1,807              |
| 2009年 | 1,798              |
| 2010年 | 1,760              |
| 2011年 | 1,728              |
| 2012年 | 1,738              |
| 2013年 | 1,731              |
| 2014年 | 1,729              |
| 2015年 | 1,690              |
| 2016年 | 1,677              |
| 2017年 | 1,725              |
| 2018年 | 1,738              |
| 2019年 | 1,735              |

## 車站周邊
- 小郡市綜合保健福祉中心「明日」（天然溫泉「滿天之湯」和練習室）
- 小郡游泳學校端間校
- 小郡市社區巴士（日语：小郡市コミュニティバス）端間站前巴士站

## 相鄰車站
西日本鐵道
■天神大牟田線
■特急、■急行
通過
■普通
西鐵小郡（T22）－端間（T23）－味坂（T24）
※此站與味坂站之間相距3公里，為西鐵最長站距區間。

## 注腳
1. ↑   (PDF). 西日本鐵道. 2017-01-24  [2017年3月20日]. （原始内容存档 (PDF)于2020-07-28） （日语）.
2. ↑  . 西日本鉄道株式会社.   [2021-01-14]. （原始内容存档于2021-01-29） （日语）.
3. ↑  小郡市資料盒 （交通・通信） 西日本鐵道各站的上下車人次變化

## 外部連結
- 端間站（西鐵沿線web） （页面存档备份，存于）（日語）